# Лаона (Вісконсин)
Лаона (англ. Laona) — місто (англ. town) в США, в окрузі Форест штату Вісконсин. Населення — 1215 осіб (2020).

## Демографія
Згідно з переписом 2010 року, у місті мешкало 1212 осіб у 525 домогосподарствах у складі 355 родин. Було 847 помешкань
Расовий склад населення:
| - 95,4 % — білих - 2,4 % — корінних американців - 0,2 % — вихідців з тихоокеанських островів - 0,2 % — чорних або афроамериканців - 0,1 % — азіатів |

До двох чи більше рас належало 1,7 %. Частка іспаномовних становила 0,8 % від усіх жителів.
За віковим діапазоном населення розподілялося таким чином: 20,5 % — особи молодші 18 років, 59,2 % — особи у віці 18—64 років, 20,3 % — особи у віці 65 років та старші. Медіана віку мешканця становила 47,0 року. На 100 осіб жіночої статі у місті припадало 98,7 чоловіків;  на 100 жінок у віці від 18 років та старших — 102,1 чоловіків також старших 18 років.
Середній дохід на одне домашнє господарство  становив 54 129 доларів США (медіана — 50 357), а середній дохід на одну сім'ю — 62 043 долари (медіана — 55 188). Медіана доходів становила 46 667 доларів для чоловіків та 30 662 долари для жінок. За межею бідності перебувало 16,3 % осіб, у тому числі 24,1 % дітей у віці до 18 років та 3,7 % осіб у віці 65 років та старших.
Цивільне працевлаштоване населення становило 423 особи. Основні галузі зайнятості: освіта, охорона здоров'я та соціальна допомога — 31,2 %, виробництво — 14,2 %, роздрібна торгівля — 8,5 %, фінанси, страхування та нерухомість — 8,5 %.